# Proton AG
Proton AG es una empresa tecnológica suiza que ofrece servicios en línea enfocados en la privacidad. Fue fundada en 2014 por un grupo de científicos que se reunieron en el CERN y crearon Proton Mail.
Su área de actividad es la investigación y desarrollo de aplicaciones de comunicación confidenciales, seguras, transparentes y cifradas. Según la propia compañía, afirman ser la empresa líder mundial en proveer servicios de correo electrónico seguro con más de un millón de usuarios registrados.
Los productos de la empresa son Proton Mail, Proton VPN, Proton Calendar, Proton Drive, Proton Pass y Proton Wallet (acceso anticipado). También es la empresa matriz de SimpleLogin y Standard Notes.

## Historia
Proton Mail fue lanzado al público en versión beta el 16 de mayo de 2014 por un grupo de científicos que se habían conocido en el CERN. La empresa se financió inicialmente a través de una campaña de financiación colectiva y se registró en julio de 2014 bajo el nombre de Proton Technologies AG, que posteriormente fue reducido a Proton AG. En junio de 2017 la empresa lanzó su segundo producto, Proton VPN.
En abril de 2022, Proton adquirió la empresa emergente francesa SimpleLogin.

## Productos

### Proton Mail
Tras un año de campaña de financiación colectiva, Proton Mail se lanzó al público el 16 de mayo de 2014 como un servicio de correo electrónico cifrado de extremo a extremo.  Proton Mail 2.0 se lanzó el 14 de agosto de 2015 con su código base reescrito, convirtiéndose en código abierto.

### Proton VPN
Después de más de un año de financiación colectiva, Proton Mail lanzó Proton VPN el 22 de mayo de 2017; un proveedor de servicios VPN seguro. Tiene una política de no registro de datos, ubicación en Suiza y prevención de fugas de direcciones IP, DNS y WebRTC. Es accesible a través de Tor, Clearnet y sus aplicaciones móviles.
El 21 de enero de 2020, Proton anunció que Proton VPN ahora sería de código abierto de cara a permitir que expertos en seguridad independientes lo analizaran, convirtiéndose en el primer servicio de VPN en hacerlo. Simultáneamente se anunció que se había llevao a cabo una auditoría de seguridad independiente.

### Proton Calendar
Lanzado al público en versión beta el 30 de diciembre de 2019, Proton Calendar es una aplicación de calendario totalmente cifrada. Desde el 14 de abril de 2021 está disponible para todos los usuarios de Proton Mail.

### Proton Drive
La versión beta fue lanzada al público el 16 de noviembre de 2020. Proton Drive es una solución de almacenamiento en la nube con cifrado de extremo a extremo. Desde el  17 de junio de 2021, sólo está disponible para suscriptores de pago de Proton Mail.

### SimpleLogin

Logo de SimpleLogin

SimpleLogin es un servicio de código abierto que permite a los usuarios utilizar alias de correo electrónico para proteger su privacidad en línea y proteger su bandeja de entrada principal de spam y ataques de phishing. El servicio permite a los usuarios crear y utilizar varios alias de correo electrónico para recibir mensajes de forma anónima y enviarlos desde sus alias. SimpleLogin también ofrece funciones de seguridad adicionales, como cifrado PGP y autenticación de dos factores. El servicio es totalmente de código abierto y puede utilizarse en diversas plataformas, como la web, aplicaciones móviles y extensiones de navegador.
SimpleLogin fue adquirida por Proton a principios de 2022. La funcionalidad de SimpleLogin está integrada en Proton Mail, Proton Pass, y sutilmente en todo el ecosistema, permitiendo a la comunidad Proton ocultar sus direcciones de correo electrónico con SimpleLogin. Proton ha declarado que SimpleLogin seguirá funcionando como un servicio independiente y que el equipo de SimpleLogin seguirá añadiendo nuevas características y funcionalidades.

## Localización y seguridad
Proton Mail y Proton VPN han elegido Suiza como su sede principal por sus rigurosas leyes de privacidad, que se encuentran entre las más estrictas del mundo. Esta ubicación estratégica permite a ambas plataformas ofrecer un alto nivel de confidencialidad a sus usuarios, protegiéndolos de la vigilancia masiva y las solicitudes de datos de gobiernos que podrían violar su privacidad.
Si bien Proton hace todo lo posible para proteger la privacidad de sus usuarios, es importante destacar que las autoridades pueden emitir órdenes judiciales válidas para solicitar cierta información. En estos casos, Proton AG está obligada por ley a cooperar y puede proporcionar datos de cuentas que no estén cifrados de extremo a extremo. Sin embargo, Proton siempre se asegura de que solo se proporcionen los datos estrictamente necesarios.

## Centros de datos

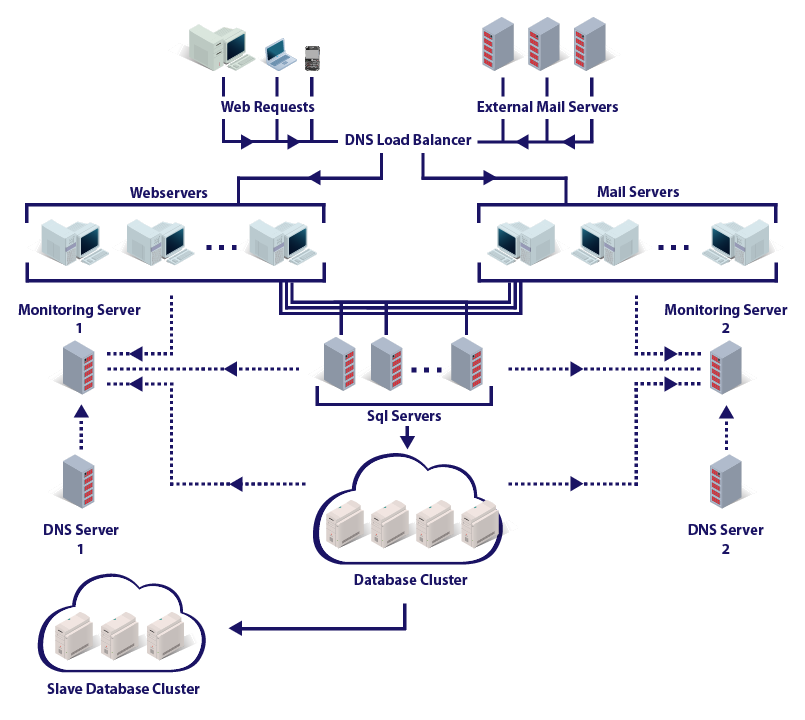
Arquitectura de un centro de datos de Proton Mail.

Proton Mail mantiene y posee su propio hardware y red de servidores para evitar utilizar a terceros. Mantiene dos centros de datos, uno en Lausana y otro en Attinghausen (en el antiguo búnker militar K7 bajo 1000 metros (1093,6 yd) de roca de granito) como respaldo. Dado que los centros de datos están ubicados en Suiza, están legalmente fuera de la jurisdicción de EE. UU. y la UE. Según la ley suiza, todas las solicitudes de vigilancia de países extranjeros deben pasar por un tribunal suizo y están sujetas a tratados internacionales. Los posibles objetivos de vigilancia son notificados de inmediato y pueden apelar la solicitud ante los tribunales.[cita requerida]
Cada centro de datos utiliza balanceo de carga en servidores web, de correo y SQL, fuentes de alimentación redundantes, discos duros con cifrado de disco completo y uso exclusivo de Linux y otro software de código abierto. En diciembre de 2014, Proton Mail se unió a RIPE NCC en un esfuerzo por tener un control más directo sobre la infraestructura de Internet circundante.

## Financiación
Proton AG recurrió inicialmente a la financiación colaborativa (crowdfunding) y ahora se financia por medio de las suscripciones de pago a sus servicios.
Sin embargo, la empresa está siendo parcialmente financiada por FONGIT ("Fondation Genevoise pour l'Innovation Technologique"; en español la "Fundación para la Innovación Tecnológica"; una fundación sin ánimo de lucro financiada a través de la Comisión de Tecnología e Innovación (CTI), una división del gobierno federal de Suiza .